# 청주군
청주군(淸州郡)은 충청북도의 옛 행정 구역이다. 1914년 문의군을 병합하였다. 1946년 청주군 청주읍이 청주부로 승격되어 분리되고, 청주군을 청원군으로 개칭하였다.

## 행정 구역
1914년의 행정구역과 현재의 행정구역 비교
| 1914년          | 1914년 | 현재                  | 현재 |
| 면              | 정·리 | 구·읍·면              | 동·리 |
| --------------- | --- | --------------------- | --- |
| 청주면 (淸州面) | 문외리·도하정·제정·북정·성동정·성서정·동정·서정·욱정1~3정목·상생정·대교정·본정1~5정목·청수정·대흑정·남정·시장정·신장대 | 청주시 상당구         | 북문로1가·남문로1·2가·서문동·남주동·문화동·서운동 |
| 사주면 (四州面) | 교동리, 금천리, 용정리, 명암리, 영운리, 용암리, 교서리 | 청주시 상당구         | 대성동·용담동, 금천동·탑동, 용정동, 명암동, 영운동, 용암동, 북문로2·3가·수동·영동 |
| 사주면 (四州面) | 사창리, 개신리, 화흥리, 산북리, 분평리, 산남리, 미평리, 농촌리 | 청주시 서원구         | 사창동·사직동, 개신동, 모충동·석교동, 수곡동, 분평동, 산남동, 미평동, 성화동 |
| 사주면 (四州面) | 외덕리, 내덕리, 율양리, 사천리 | 청주시 청원구         | 우암동, 내덕동, 율량동, 사천동 |
| 사주면 (四州面) | 가경리, 복대리, 송정리, 봉명리, 신봉리, 운천리 | 청주시 흥덕구         | 가경동, 복대동, 송정동, 봉명동, 신봉동, 운천동 |
| 강서면 (江西面) | 신대리, 평리, 신성리, 향정리, 상신리, 남촌리, 외북리, 내곡리, 화계리, 원평리, 문암리, 송절리, 서촌리, 지동리, 비하리, 용정리, 휴암리, 수의리, 신전리, 현암리, 동막리 | 청주시 흥덕구         | 신대동, 평동, 신성동, 향정동, 상신동, 남촌동, 외북동, 내곡동, 화계동, 원평동, 문암동, 송절동, 서촌동, 지동동, 비하동, 강서동, 휴암동, 수의동, 신전동, 현암동, 동막동 |
| 강내면 (江內面) | 석소리, 정봉리, 신촌리 | 청주시 흥덕구         | 석소동, 정봉동, 신촌동 |
| 강내면 (江內面) | 연정리, 저산리, 당곡리, 사곡리, 태성리, 산단리, 궁현리, 다락리, 황탄리, 부탄리, 탑연리, 월곡리, 석화리, 사인리, 학천리 | 청주시 흥덕구 강내면  | 연정리, 저산리, 당곡리, 사곡리, 태성리, 산단리, 궁현리, 다락리, 황탄리, 월탄리, 탑연리, 월곡리, 석화리, 사인리, 학천리 |
| 강외면 (江外面) | 호계리, 상정리, 공북리, 연제리, 만수리, 쌍청리, 궁평리, 오송리, 동평리, 서평리, 봉산리, 정중리, 상봉리 | 청주시 흥덕구 오송읍  | 호계리, 상정리, 공북리, 연제리, 만수리, 쌍청리, 궁평리, 오송리, 동평리, 서평리, 봉산리, 정중리, 상봉리 |
| 강외면 (江外面) | 심중리 | 세종특별자치시 전동면 | 심중리 |
| 옥산면 (玉山面) | 사정리, 수락리, 장남리, 호죽리, 금계리, 장동리, 동림리, 환희리, 덕촌리, 신촌리, 오산리, 가락리, 국사리, 소로리, 남촌리 | 청주시 흥덕구 옥산면  | 사정리, 수락리, 장남리, 호죽리, 금계리, 장동리, 동림리, 환희리, 덕촌리, 신촌리, 오산리, 가락리, 국사리, 소로리, 남촌리 |
| 오창면 (梧倉面) | 도암리, 학소리, 모정리, 원리, 일신리, 유리, 화산리(華山里), 화산리(花山里), 가곡리, 괴정리, 창리, 장대리, 복현리, 양지리, 주성리, 송대리, 상평리, 기암리, 석우리, 탑리, 농소리, 신평리, 중신리, 각리, 양청리, 구룡리, 용두리, 백현리, 성재리, 가좌리, 두릉리, 후기리, 성산리, 여천리 | 청주시 청원구 오창읍  | 도암리, 학소리, 모정리, 원리, 일신리, 유리, 화산리(華山里), 화산리(花山里), 가곡리, 괴정리, 창리, 장대리, 복현리, 양지리, 주성리, 송대리, 상평리, 기암리, 석우리, 탑리, 농소리, 신평리, 중신리, 각리, 양청리, 구룡리, 용두리, 백현리, 성재리, 가좌리, 두릉리, 후기리, 성산리, 여천리 |
| 북일면 (北一面) | 주성리, 정북리, 정상리, 정하리, 오동리, 외남리, 외평리, 외하리, 주중리 | 청주시 청원구         | 주성동, 정북동, 정상동, 정하동, 오동동, 외남동, 외평동, 외하동, 주중동 |
| 북일면 (北一面) | 초정리, 우산리, 저곡리, 비중리, 비상리, 세교리, 형동리, 풍정리, 덕암리, 마산리, 도원리, 은곡리, 묵방리, 국동리, 구성리, 입상리, 입동리, 신안리, 내수리, 원통리 | 청주시 청원구 내수읍  | 초정리, 우산리, 저곡리, 비중리, 비상리, 세교리, 형동리, 풍정리, 덕암리, 마산리, 도원리, 은곡리, 묵방리, 국동리, 구성리, 입상리, 입동리, 신안리, 내수리, 원통리 |
| 북이면 (北二面) | 학평리 | 청주시 청원구 내수읍  | 학평리 |
| 북이면 (北二面) | 금대리, 송정리, 광암리, 금암리, 장재리, 토성리, 부연리, 대길리, 서당리, 신기리, 석화리, 영하리, 선암리, 호명리, 내추리, 현암리, 신대리, 대율리, 내둔리, 화하리, 화상리, 석성리, 용계리, 장양리, 주학리, 옥수리                                                                       | 청주시 청원구 북이면  | 금대리, 송정리, 광암리, 금암리, 장재리, 토성리, 부연리, 대길리, 서당리, 신기리, 석화리, 영하리, 선암리, 호명리, 내추리, 현암리, 신대리, 대율리, 내둔리, 화하리, 화상리, 석성리, 용계리, 장양리, 주학리, 옥수리                                                                       |
| 북이면 (北二面) | 초중리 | 증평군 증평읍         | 초중리 |
| 북이면 (北二面) | 용기리, 용산리, 은암리, 진암리 | 진천군 초평면         | 용기리, 용산리, 은암리, 진암리 |
| 미원면 (米院面) | 구방리, 기암리(岐岩里), 운교리, 대덕리, 운용리, 화원리, 용곡리, 중리, 쌍이리, 미원리, 내산리, 수산리, 기암리(基岩里), 종암리, 대신리, 가양리, 화창리, 운암리, 옥화리, 월용리, 금관리, 어암리, 계원리                                                                                 | 청주시 상당구 미원면  | 구방리, 기암리(岐岩里), 운교리, 대덕리, 운용리, 화원리, 용곡리, 중리, 쌍이리, 미원리, 내산리, 수산리, 기암리(基岩里), 종암리, 대신리, 가양리, 화창리, 운암리, 옥화리, 월용리, 금관리, 어암리, 계원리                                                                                 |
| 낭성면 (琅城面) | 현암리, 삼산리, 갈산리, 무성리, 지산리, 추정리, 문박리, 호정리, 이목리, 귀래리, 관정리, 인경리 | 청주시 상당구 낭성면  | 현암리, 삼산리, 갈산리, 무성리, 지산리, 추정리, 문박리, 호정리, 이목리, 귀래리, 관정리, 인경리 |
| 낭성면 (琅城面) | 한계리 | 청주시 상당구 가덕면  | 한계리 |
| 낭성면 (琅城面) | 성대리 | 청주시 상당구 미원면  | 성대리 |
| 낭성면 (琅城面) | 산성리 | 청주시 상당구         | 산성동 |
| 남일면 (南一面) | 방서리, 운동리, 월오리, 지북리, 평촌리 | 청주시 상당구         | 방서동, 운동동, 월오동, 지북동, 평촌동 |
| 남일면 (南一面) | 가산리, 화당리, 고은리, 두산리, 은행리, 문주리, 황청리, 송암리, 가중리, 신송리, 효촌리, 쌍수리 | 청주시 상당구 남일면  | 가산리, 화당리, 고은리, 두산리, 은행리, 문주리, 황청리, 송암리, 가중리, 신송리, 효촌리, 쌍수리 |
| 남일면 (南一面) | 상야리 | 청주시 상당구 가덕면  | 상야리 |
| 남일면 (南一面) | 장암리 | 청주시 서원구         | 장암동 |
| 남이면 (南二面) | 장성리, 죽림리 | 청주시 서원구         | 장성동, 죽림동 |
| 남이면 (南二面) | 석곡리 | 청주시 흥덕구         | 석곡동 |
| 남이면 (南二面) | 가마리, 양촌리, 가좌리, 대련리, 수대리, 문동리, 척산리, 외천리, 척북리, 석판리, 석실리, 구암리, 상발리, 팔봉리, 사동리, 갈원리, 구미리, 비룡리, 산막리 | 청주시 서원구 남이면  | 가마리, 양촌리, 가좌리, 대련리, 수대리, 문동리, 척산리, 외천리, 척북리, 석판리, 석실리, 구암리, 상발리, 팔봉리, 사동리, 갈원리, 구미리, 비룡리, 산막리 |
| 남이면 (南二面) | 행산리, 산수리 | 세종특별자치시 부강면 | 행산리, 산수리 |
| 부용면 (芙蓉面) | 문곡리, 부강리, 검호리, 등곡리, 노호리 | 세종특별자치시 부강면 | 문곡리, 부강리, 금호리, 등곡리, 노호리 |
| 부용면 (芙蓉面) | 외천리 | 청주시 서원구 남이면  | 부용외천리 |
| 현도면 (賢都面) | 하석리, 노산리, 매봉리, 달계리, 양지리, 중척리, 시목리, 상삼리, 중삼리, 죽전리, 우록리, 시동리, 선동리 | 청주시 서원구 현도면  | 하석리, 노산리, 매봉리, 달계리, 양지리, 중척리, 시목리, 상삼리, 중삼리, 죽전리, 우록리, 시동리, 선동리 |
| 양성면 (養性面) | 죽암리 | 청주시 서원구 현도면  | 죽암리 |
| 양성면 (養性面) | 덕유리, 상장리, 문산리, 미천리, 남계리, 등곡리, 도원리, 두모리, 품곡리 | 청주시 상당구 문의면  | 덕유리, 상장리, 문산리, 미천리, 남계리, 등동리, 도원리, 두모리, 품곡리 |
| 용흥면 (龍興面) | 괴곡리, 구룡리, 신대리, 산덕리, 문덕리, 소전리, 후곡리, 가호리 | 청주시 상당구 문의면  | 괴곡리, 구룡리, 신대리, 산덕리, 문덕리, 소전리, 후곡리, 가호리 |
| 가덕면 (加德面) | 노현리 | 청주시 상당구 문의면  | 노현리 |
| 가덕면 (加德面) | 인차리, 노동리, 상대리, 국전리, 삼항리, 행정리, 청용리, 계산리, 수곡리, 시동리, 병암리, 금거리, 내암리 | 청주시 상당구 가덕면  | 인차리, 노동리, 상대리, 국전리, 삼항리, 행정리, 청용리, 계산리, 수곡리, 시동리, 병암리, 금거리, 내암리 |

## 역사
- 1895년 5월 26일 고종이 전국을 23부로 나누면서 공주부 산하에 청주군, 문의군을 관할하게 하였다.
- 1896년 8월 4일 십삼도 체제로 개편되면서 청주군은 충청북도에, 문의군은 충청남도에 소속.
- 1906년 9월 28일 문의군이 충청북도로 이속되었다. 청주군 주안면(周岸面)이 회덕군으로, 수신면이 목천군으로, 덕평면이 전의군으로 이속되었다.[21]
- 1914년 3월 1일 문의군을 청주군에 병합하였다. 청안군의 월경지였던 서면 또한 청주군에 편입되었으며, 청주군 청천면은 괴산군에 편입되었다.[22]
- 1914년 4월 1일 새로운 청주군의 면을 18개로 개편하였다. 이와 함께 시내부에 신설된 면인 청주면의 정(町)명을 새로 정하였다.[23][24]

| 구 구역                                                                       | 신 구역             |
| ----------------------------------------------------------------------------- | ------------------- |
| 청주군 동주내면·서주내면·남주내면·북주내면                                    | 청주면(시내)·사주면 |
| 청주군 산외일면·북강내일면                                                    | 북일면              |
| 청주군 산외이면·북강내이면, 청안군 서면 (여상리, 여중리, 여하리를 제외)       | 북이면              |
| 청주군 산내일면, 산내이상면 일부                                              | 미원면              |
| 청주군 산내이하면, 산내이상면 일부                                            | 낭성면              |
| 청주군 남일상면·남일하면                                                      | 남일면              |
| 청주군 남이면·남차이면                                                        | 남이면              |
| 청주군 서강내일상면·서강내일하면                                              | 강서면              |
| 청주군 서강내이상면·서강내이하면                                              | 강내면              |
| 청주군 서강외일상면·서강외일하면                                              | 강외면              |
| 청주군 서강외이상면·서강외이하면                                              | 옥산면              |
| 청주군 북강외일상면·북강외일하면·북강외이면, 청안군 서면 여상리·여중리·여하리 | 오창면              |
| 문의군 동면                                                                   | 가덕면              |
| 문의군 남면                                                                   | 용흥면              |
| 문의군 삼도면                                                                 | 부용면              |
| 문의군 읍내면·북면                                                            | 양성면              |
| 문의군 일도면·이도면                                                          | 현도면              |
18면 - 청주면, 사주면, 강서면, 강내면, 강외면, 옥산면, 오창면, 북일면, 북이면, 낭성면, 남일면, 남이면, 부용면, 현도면, 양성면, 용흥면, 가덕면, 미원면
- 1915년 1월 1일: 청주면을 제외한 청주군의 면 구역과 동리 명칭을 확정하면서, 보은군 회북면에서 일부 지역 (구 회인군 북면)을 편입하였다.[25]

| 구 구역                              | 신 구역            |
| ------------------------------------ | ------------------ |
| 보은군 회북면 계산리, 수곡리, 시동리 | 청주군 가덕면 일부 |
| 청주군 남일면 병암리, 금거리, 내암리 | 청주군 가덕면 일부 |

- 1917년 9월 25일: 양성면을 문의면으로 개칭했다.[26]
- 1922년 4월 1일: 사주면의 일부를 청주면에 편입해 청주면에 탑동정, 대성정, 수정, 본정6·7정목, 천정, 서천정, 석교정, 남천정을 설치하였다.[27]
- 1928년 4월 12일: 청주면의 정(町)명이 개정되었다.[28]

| 현 명칭   | 신 명칭   | 구 구역                                                                                          |
| --------- | --------- | ------------------------------------------------------------------------------------------------ |
| 남문로1가 | 본정1정목 | 본정1정목, 본정2정목, 제정, 도하정, 욱정1정목 일부, 청수정 일부                                  |
| 남문로2가 | 본정2정목 | 본정3정목, 본정4정목 일부, 욱정1정목 일부, 동정 일부, 욱정2정목 일부, 상생정 일부, 서정 일부     |
| 북문로1가 | 본정3정목 | 본정4정목 일부, 본정5정목, 동정 일부, 북정, 서정 일부, 서성정 일부                               |
| 북문로2가 | 본정4정목 | 본정6정목 일부, 본정7정목 일부                                                                   |
| 북문로3가 | 본정5정목 | 본정6정목 일부, 본정7정목 일부                                                                   |
| 서운동    | 도하정    | 문외리                                                                                           |
| 남주동    | 청수정    | 청수정 일부, 남정, 대흑정, 시장정, 욱정2정목 일부, 욱정3정목, 상생정 일부, 신장대 일부           |
| 문화동    | 동정      | 욱정1정목 일부, 성동정, 대성정 일부, 본정6정목 일부                                              |
| 서문동    | 서정      | 상생정 일부, 서정 일부, 성서정 일부, 신장대 일부, 대교정, 서천정 일부, 천정 일부, 본정6정목 일부 |
| 영동      | 영정      | 본정6정목 일부, 본정7정목 일부, 천정 일부                                                        |
| 수동      | 수정      | 수정, 본정6정목 일부, 본정7정목 일부                                                             |
| 대성동    | 대성정    | 대성정 일부, 탑동정 일부                                                                         |
| 탑동      | 금정      | 탑동정 일부                                                                                      |
| 석교동    | 석교정    | 석교정, 탑동정 일부                                                                              |
| 사직동    | 화천정    | 서천정 일부, 천정 일부                                                                           |

- 1930년 용흥면을 문의면에 합면하였다. (17면)
- 1931년 4월 1일 청주면을 청주읍으로 승격하였다.[29] (1읍 16면)
- 1937년 4월 1일: 청주읍에 사주면 외덕리, 내덕리, 교동리, 금천리, 산북리, 운천리, 영운리, 화흥리 등이 편입되어 남산정(산북리), 운천정, 외덕정, 내덕정, 문동정(교동리), 금천정, 영운정 등이 새로 설치되었다.[30][31]
- 1946년 6월 1일 청주읍을 청주부로 승격하고, 청주군을 청원군으로 개칭하였다.[1] (16면)

## 같이 보기
- 청주시
- 청원군